# オール・サマー・ロング (アルバム)
『オール・サマー・ロング』（All Summer Long）は、1964年にリリースされたザ・ビーチ・ボーイズのアルバム。ビートルズを始めとする「ブリティッシュ・インヴェイジョン」の後に発表された本作は、ビーチ・ボーイズの大きな転機となった。初の全米1位をとった「アイ・ゲット・アラウンド」が収録されている。
本作の製作途中にビーチ・ボーイズの内部構造に大きな変化があった。マネージャーを務めたウィルソン兄弟の父親、マレー・ウィルソンの解雇であった。マレーは2年以上もバンドを支配下に置いていたが、彼らは限界点に達していた。4月の「アイ・ゲット・アラウンド」のヴォーカル・セッション時にブライアンは父親を解雇した。マレーは悲嘆に暮れ何週間も病床に付いた。

## ステレオ・ヴァージョン
2012年に発売された、『サーフィン・U.S.A.』から『スマイリー・スマイル』までのモノ＆ステレオの２in１仕様のCDに収録されたステレオ・ヴァージョンはオリジナルとは若干内容が異なっている。
2012年盤（TOCP-71375）は、オリジナルのステレオ盤では擬似ステレオで収録されていた「アイ・ゲット・アラウンド」と「オール・サマーロング」が別音源に差し替えられている。「アイ・ゲット・アラウンド」はダブル・ヴォーカルの片方とギター・ソロのマルチ・トラック・テープが行方不明のためマーク・リネットの監修の下Derry Fitzgeraldにより作成されたStereo Extraction Mixが、「オール・サマー・ロング」はコンピレーション・アルバム収録時に作成されたリアル・ステレオ・ミックスが収録されている。それ以外の盤ではオリジナル盤と同じく擬似ステレオで収録されている。

## 曲目
特筆無い限りブライアン・ウィルソン作曲、マイク・ラヴ作詞。
Side1
1. アイ・ゲット・アラウンド - I Get Around 2:12
2. オール・サマー・ロング - All Summer Long 2:06
3. ハッシャバイ - Hushabye (D. Pomus/M. Schuman) 2:40
4. リトル・ホンダ - Little Honda 1:52
5. ウィル・ラン・アウェイ - We'll Run Away (Brian Wilson/ Gary Usher) 2:00
6. カールのビッグ・チャンス - Carl's Big Chance (Brian Wilson/ Carl Wilson) 2:25

Side 2
1. ウェンディ - Wendy 2:16
2. 覚えているかい - Do You Remember? 1:37
3. 浜辺の乙女 - Girls on the Beach (Brian Wilson) 2:24
4. ドライヴ・イン - Drive-in 1:51
  - Backing track originally used for an early version of Little Saint Nick in October 1963
5. 楽しいレコーディング - Our Favorite Recording Sessions (Brian Wilson/ Dennis Wilson/Carl Wilson/Mike Love/ Al Jardine) 1:59
6. ドント・バック・ダウン - Don't Back Down 1:44

### ボーナス・トラック
1. オール・ドレスト・アップ・フォー・スクール - All Dressed Up for School
2. リトル・ホンダ（別テイク） - Little Honda
3. ドント・バック・ダウン（別テイク） - Don't Back Down